# Laorent Shabani
Laorent Shabani (* 19. August 1999 in Malmö) ist ein schwedisch-albanischer Fußballspieler.

## Sportlicher Werdegang
Shabani begann seine Laufbahn als Jugendspieler bei Malmö FF. Dort fiel er den Verantwortlichen des Svenska Fotbollförbundet auf und er avancierte zum schwedischen Juniorennationalspieler. Im Spätsommer 2017 unterzeichnete er kurz nach seinem 18. Geburtstag einen bis Ende 2019 gültigen Vertrag beim Klub. In den folgenden Jahren gehörte er unregelmäßig zum Kader, kam jedoch zu keinem Wettkampfeinsatz für die Männermannschaft des Klubs. Unterdessen wechselte er als Auswahlspieler den Verband: Alban Bushi lotste ihn im Sommer 2018 in die albanische U-21-Nationalmannschaft, für die er nach Annahme der albanischen Staatsbürgerschaft spielberechtigt war. Beim 3:2-Erfolg über Belarus am 5. Juni des Jahres in der Elbasan Arena kam er kurz vor Spielschluss als Einwechselspieler für den Schweiz-Profi Heroid Gjoshi zu seinem Nationalelfdebüt für Albanien. Im Dezember 2019 bestritt er ein Probetraining bei Randers FC in Dänemark und lief in der Reserveligaen für die Reservemannschaft auf, konnte sich aber nicht für eine Verpflichtung empfehlen.
Im Frühjahr 2020 wechselte Shabani zu IK Sirius und unterzeichnete bei seinem neuen Klub einen Zwei-Jahres-Vertrag. Am ersten Spieltag der aufgrund der COVID-19-Pandemie in Schweden erst später als üblich beginnenden Spielzeit 2020 debütierte er für den Verein in der Allsvenskan, als er bei der 0:2-Niederlage gegen Djurgårdens IF Mitte der zweiten Halbzeit für Stefano Vecchia eingewechselt wurde. Im Saisonverlauf kam er zu 26 Spieleinsätze, dabei wurde er 23 Mal eingewechselt. Nach Saisonende verlängerte er seinen Vertrag vorzeitig um eine Spielzeit. Im Laufe der folgenden Spielzeit etablierte er sich als Stammspieler und stand dann in der Spielzeit 2022 bei seinen elf Spieleinsätzen bis Ende Juni jedes Mal in der Startformation.
Im Juli 2022 wechselte Shabani innerhalb der Allsvenskan zu IFK Norrköping. Beim Erstligisten schwankte er zwischen Startelf und Ersatzbank. Kurz vor Ende der Wechselperiode in Spanien wechselte er am 31. August 2023 auf Leihbasis bis Saisonende zum FC Andorra in die Segunda División. Insgesamt kam er bis Silvester nur zu zwei Meisterschaftsspielen und einem Einsatz in der Copa del Rey. Daher wurde das Leihgeschäft kurz nach Jahreswechsel vorzeitig beendet und er kehrte nach Schweden zurück.
Wenngleich gebürtig in Schweden liegen Shabanis Wurzeln im Kosovo in der Nähe von Gjilan. Sein Vater Ylli Shabani spielte ebenfalls in der Jugend bei Malmö FF, später lief er unter anderem für IF Limhamn Bunkeflo in der Superettan auf.